# Katharina von Holstein-Beck

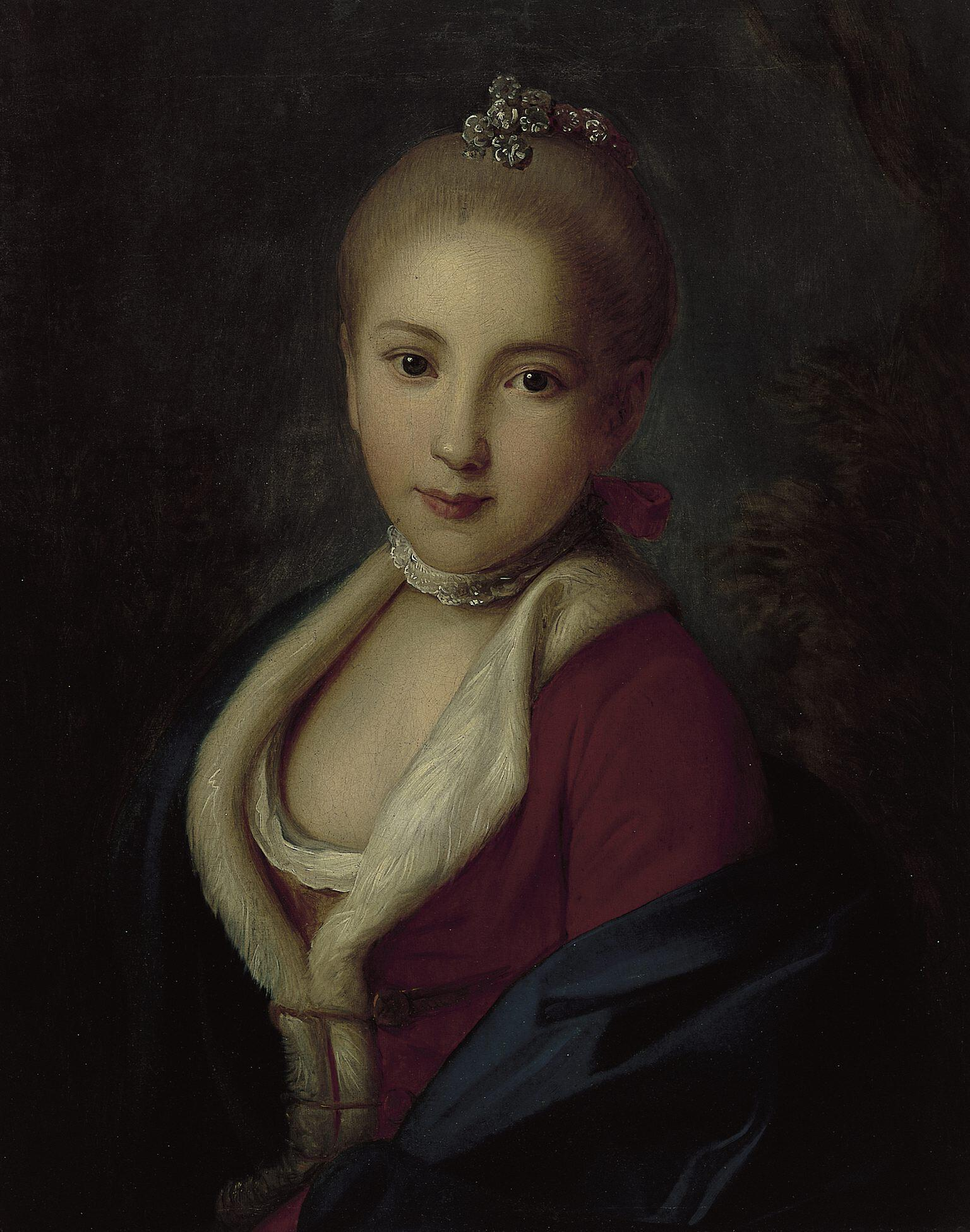
Katharina von Holstein-Beck (Gemälde von Pietro Antonio Rotari)

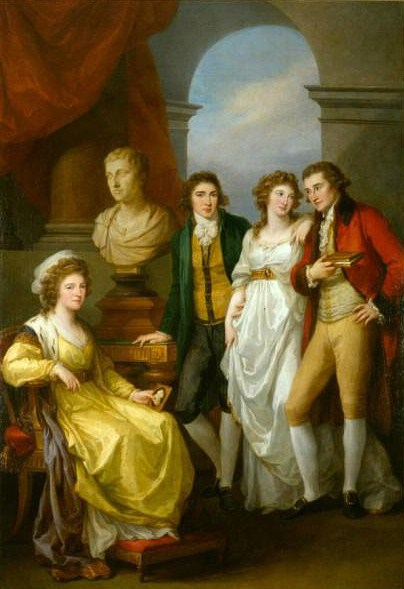
Angelika Kauffmann: Katharina von Holstein-Beck und ihre Familie (1791)

Katharina von Holstein-Beck (* 23. Februar 1750 in Reval; † 20. Dezember 1811 in Berlin) war Prinzessin von Schleswig-Holstein Sonderburg-Beck und durch Heirat Fürstin Barjatinski (Fürstin Katharina Petrowa Bariatinskaja). 

## Leben
Katharina von Holstein-Beck war die Tochter von Peter August Herzog von Holstein-Beck, russischer Generalfeldmarschall und Gouverneur von Estland, und seiner zweiten Gemahlin, Gräfin Natalia Nikolaievna Golovin. Sie war ursprünglich von Peter III. als Braut des unglücklichen Zaren Iwan VI. vorgesehen. Am 8. Januar 1767 heiratete sie in Reval den Fürsten Iwan Sergejewitsch Barjatinski, der zu dieser Zeit russischer Oberst war und später außerordentlicher Gesandter und bevollmächtigter russischer Minister in Paris wurde. 
Nach ihrer Trennung von ihrem Ehemann kaufte sie am 29. März 1800 vom Geheimen Oberhofbuchdrucker Georg Jakob Decker das Schloss Friedrichsfelde bei Berlin. In Preußen nahm sie mit Billigung des Königs wieder ihren Geburtsnamen an und führte als Herzogin Katharina von Holstein-Beck bis zu ihrem Tode einen großzügigen Haushalt mit engen Kontakten zur preußischen Königsfamilie. Neben Schloss Friedrichsfelde besaß sie noch ein Haus in Berlin am Pariser Platz. Katharina von Holstein-Beck starb am 20. Dezember 1811 in Berlin. Ihr Halbbruder war Karl Anton August Prinz von Schleswig-Holstein-Sonderburg-Beck.

## Kinder
- Iwan Iwanovitsch Barjatinski (1767–1825),  russischer Adliger, Diplomat und Agronom
- Anna Iwanowna Barjatinskaja (1772–1825), verheiratet mit Graf Nikolai Aleksandrowitsch Tolstoi

## Auszeichnungen
- Russischer Orden der Heiligen Katharina, I. Klasse